# Semnolius brunneus
Semnolius brunneus là một loài nhện trong họ Salticidae.
Loài này thuộc chi Semnolius. Semnolius brunneus được Cândido Firmino de Mello-Leitão miêu tả năm 1945.